# Американо-румынские отношения
Американо-румынские отношения — двусторонние дипломатические отношения между Соединёнными Штатами Америки (США) и Румынией.

## История
Соединённые Штаты установили дипломатические отношения с Румынией в 1880 году после обретения ей независимости от Османской империи. Дипломатические отношения были разорваны в 1941 году, когда Румыния объявила войну Соединённым Штатам во время Второй мировой войны. В 1945 году отношения были восстановлены после окончания войны. В 1947 году к власти в Румынии пришёл коммунистический режим и отношения между странами заметно охладели. В результате Революции 1989 года коммунистическое правление в Румынии закончилось. После этих событий политика Румынии стала однозначно прозападной, Соединённые Штаты расширили сотрудничество с этой страной, в том числе в плане экономического и политического развития, осуществления военной реформы, предоставили помощь в борьбе с трансграничной преступностью и нераспространению наркотиков.
Румыния является стойким стратегическим партнёром США в блоке НАТО и внесла значительный вклад в создании миротворческого контингента ООН в Афганистане и Косово. Усилия Румынии по расширению сотрудничества между соседними странами в области обороны, правоохранительной деятельности, энергетики, экономического развития и окружающей среды, помогают стремлению США укрепить стабильность в этом сложном и важном регионе. Кроме того, Соединённые Штаты и Румыния имеют взаимные обязательства по защите прав человека и верховенства закона.
Румыния согласилась разместить у себя элементы американской противоракетной обороны к 2015 году. В 2011 году между странами было подписано соглашение о баллистической противоракетной обороне, позволяющее размещение американского персонала, оборудования и ракет-перехватчиков в течение ближайших пяти лет. Соединённые Штаты и Румыния также приняли двустороннюю совместную декларацию о стратегическом партнёрстве.

## Дипломатические представительства
- США имеют посольство в Бухаресте[1]. Временный поверенный в делах США в Румынии — Дэвид Муниз.
- Румыния имеет посольство в Вашингтоне[2], а также генеральные консульства в Лос-Анджелесе[3], Нью-Йорке[4] и Чикаго[5]. Чрезвычайный и полномочный посол Румынии в США — Андрей Мурару[рум.].

## Торговля
После революции 1989 года, экономика Румынии начала переход к рыночной системе. Политики страны стали работать над созданием нормативно-правовой базы в соответствии с рыночной экономикой и поощрением инвестиций. В 2007 году Румыния стала членом Европейского союза. Соединённые Штаты и Румыния подписали двусторонний инвестиционный договор, который вступил в действие ещё до присоединения Румынии к ЕС. Инвестиции США в экономику Румынии направлены в сферу информационных технологий и телекоммуникации, энергетику, сферу услуг, производство и потребительские товары. Основной экспорт Румынии в Соединённые Штаты: химикаты, сталь, пластмасса, резинотехнические изделия и одежда.